# شیرین‌ماهی
ماهی آیو (به انگلیسی: ayu) (به ژاپنی: アユ) یا شیرین‌ماهی (به انگلیسی: sweetfish) با نام علمی پلکوگلوسوس آلتیولیس، Plecoglossus altivelis تنها گونه از جنس پلکوگلوسوس است. این ماهی، ساکن بومگاه دیرین‌شمالگانی است و در رودخانه‌ها، دریاچه‌ها و آب‌های ساحلی غرب هوکایدو در ژاپن گرفته تا شبه جزیره کره، چین، تایوان و هنگ کنگ دیده می‌شود.
دلیل نامگذاری آن به شیرین‌ماهی این است که گوشت شیرین دارد و در ژاپن به نام سال‌ماهی (به انگلیسی: year-fish) (به ژاپنی: 年魚) نیز شناخته می‌شود؛ چرا که طول عمر آن یک‌سال است.